# Nina Petrowna Petrowa
Nina Petrowna Petrowa (russisch Нина Петровна Петрова, ukrainisch Ніна Петрівна Петрова; * 28. Dezember 1926 im Dorf Gubernskoje, Rajon Argajasch; † 30. Dezember 1995) war eine sowjetisch-ukrainische Bildhauerin.

## Leben
Petrowa stammte aus einer wohlhabenden Familie. 1930 wurde das Familienoberhaupt im Rahmen der sogenannten Entkulakisierung erschossen. Ihr ältester Bruder wurde verbannt, und die Familie erlitt Repressionen. Petrowa war verheiratet mit dem Schlachtenmaler Iwan Semjonowitsch Petrow (1924–1990), mit dem sie zwei Töchter Olga und Anna hatte.
Petrowa besuchte die Schule Nr. 11 der Mittelural-Kupferhütte in Rewda. Sie studierte dann an der Kunstschule Woroschilowgrad bei Wera Ignatjewna Muchina (Abschluss 1950) und am Kiewer Staatlichen Kunstinstitut bei Max Issajewitsch Gelman (Schüler Alexander Terentjewitsch Matwejews). Als Diplomarbeit fertigte sie 1956 das Gips-Modell Im Jugendlager Artek an, das seit 1958 im Kunstmuseum Simferopol aufbewahrt wird.
1956 wurde Petrowa auf die Krim geschickt, wo gerade ein neues Artel der Künstler gegründet wurde. Daraus entstand in der Folge die Ortsgruppe der Künstlerunion der UdSSR und das Kunst-Kombinat des späteren Kunstfonds. Petrowa arbeitete dort ihr ganzes Leben lang. Ab 1957 beteiligte sie sich an Ausstellungen. 1960 wurde sie Mitglied der Künstlerunion der UdSSR. Sie war nicht Mitglied des Komsomol und der KPdSU.

## Werke
- Parkskulptur Im Artek (1958, Kunstmuseum Simferopol)
- Büste Sergei Nikolajewitsch Sergejew-Zenskii (1960, Beketow-Museum Aluschta)[3]
- Büste Tschechows (1960, Tschechow-Museum Jalta)
- Lenin-Denkmal (1961, Bahnhofsvorplatz Simferopol)[3][4]
- Statue Ewiger Ruhm den Helden (1965, Cherson)
- Statue Maschinenschlosser (1965 zusammen mit S. A. Issajewa, Kertsch)
- Mitschurin-Denkmal (1966, Sowchos-Technikum im Dorf Malenkoje, Rajon Simferopol)
- Allee der Fliegerhelden des Militärflugplatzes Saki (1967, Nowofedoriwka)
- Dybenko-Stele (1968, Simferopol)[3]
- Grabmal N. Moissejews (1971, Simferopol)
- Büsten der Helden I. I. jeskow, N. Lyssy und M. Sidorow (1972–1980)
- Büsten von Wladimir Alexejewitsch Kornilow, Lew Nikolajewitsch Tolstoi und Pawel Stepanowitsch Nachimow am Sewastopol-Panorama (1973–1974)[5]
- Denkmal für die Besatzung der Tupolew Tu-22, die am 30. Oktober 1974 nach dem Start in Saki über dem Schwarzen Meer verschwand (1975)

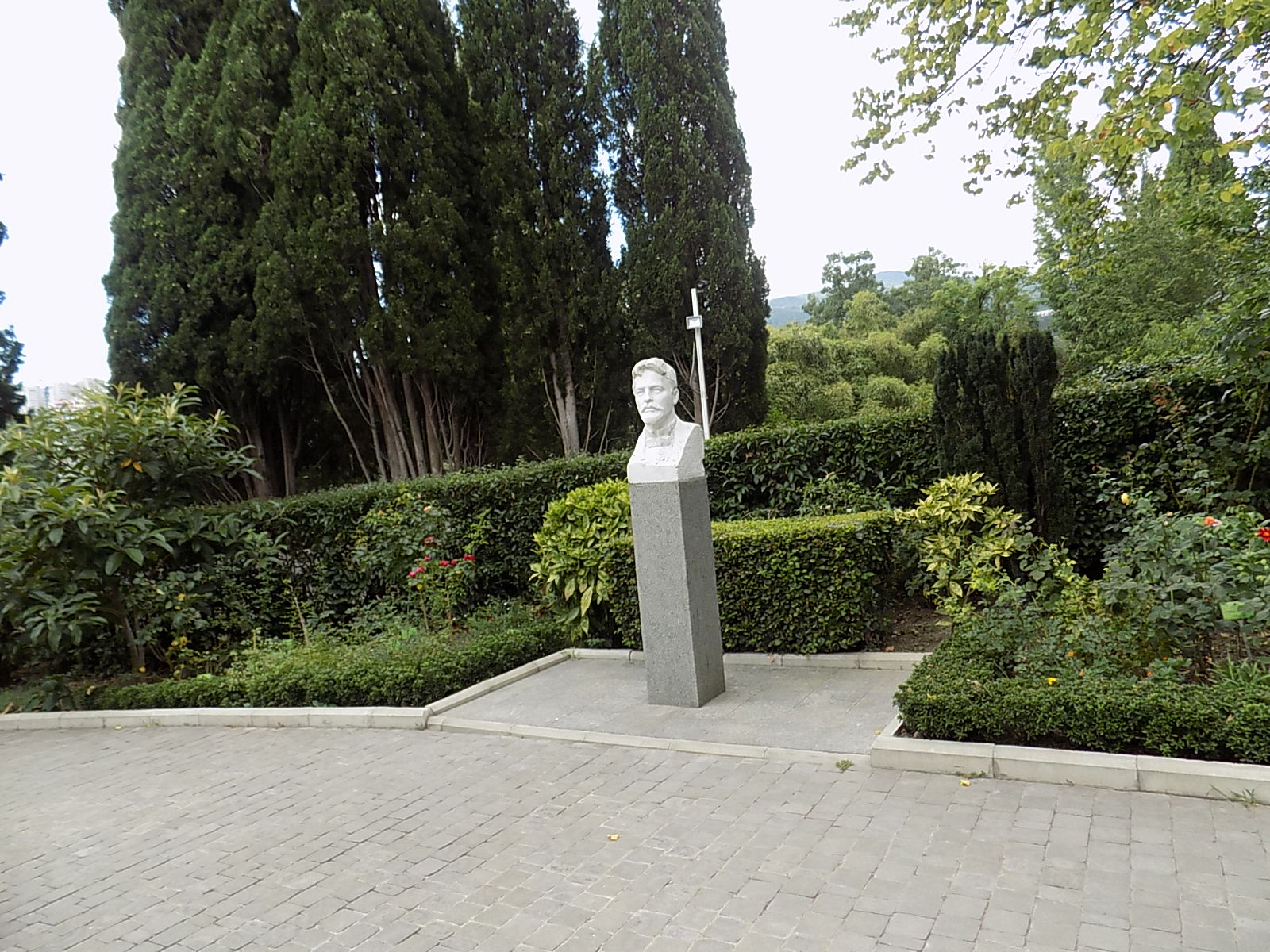
Tschechow-Büste, Jalta
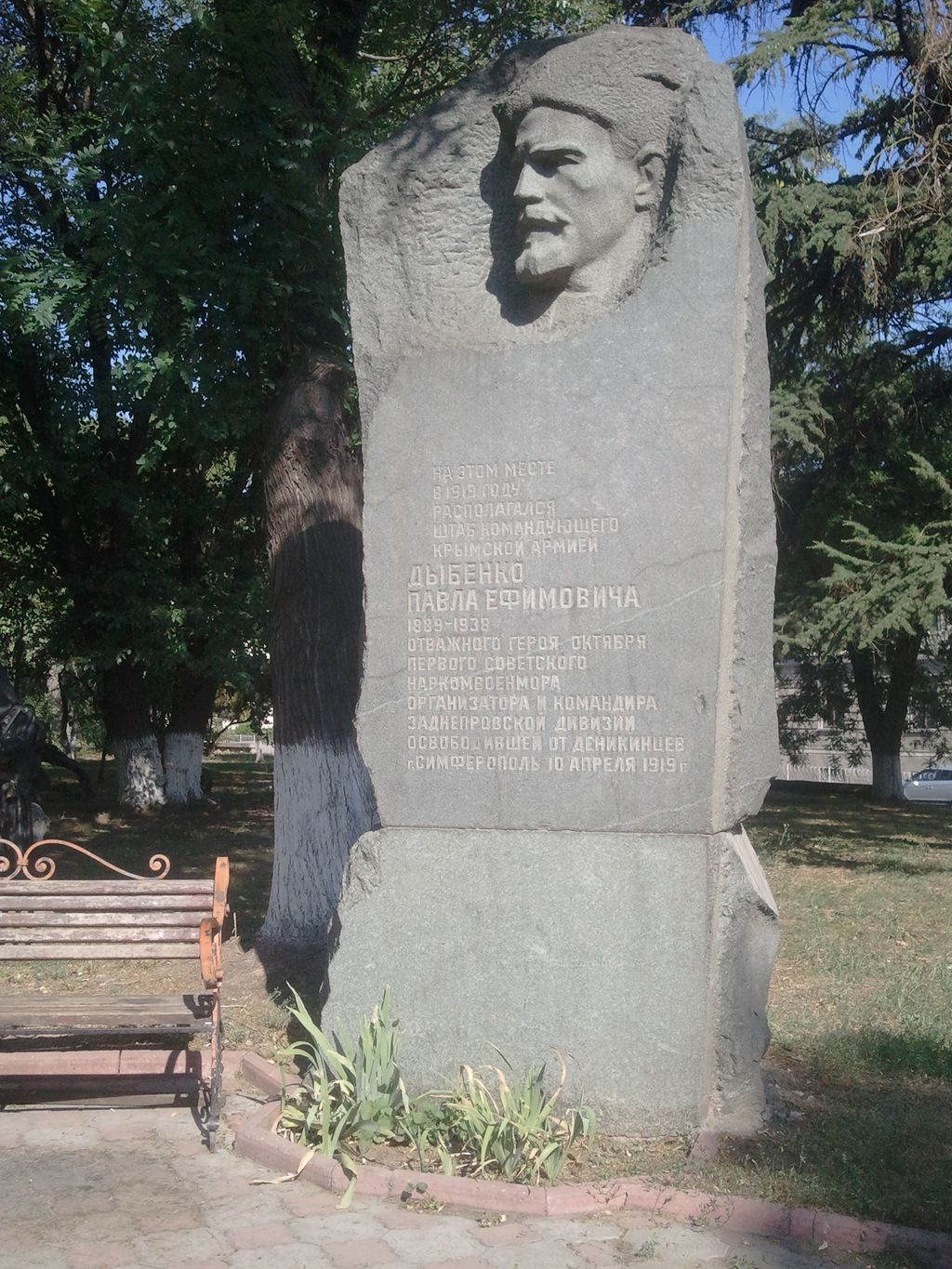
Dybenko-Stele, Simferopol
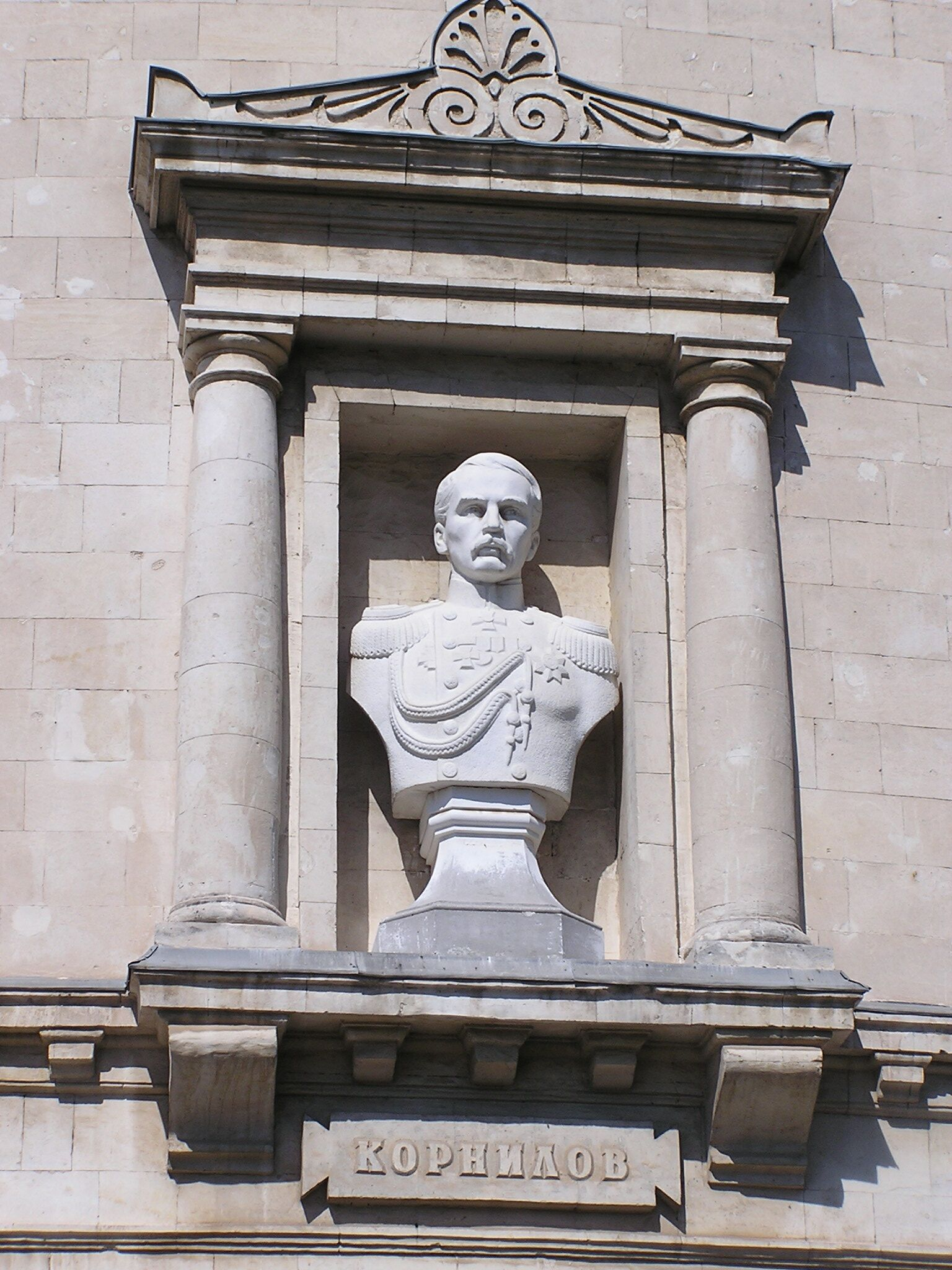
Kornilow-Büste, Sewastopol-Panorama